# Trinidad (kommun i Honduras, Departamento de Santa Bárbara, lat 15,14, long -88,27)
Trinidad är en kommun i Honduras.   Den ligger i departementet Departamento de Santa Bárbara, i den västra delen av landet, 160 km nordväst om huvudstaden Tegucigalpa. Antalet invånare är 15 897.